# Gare de Pickering
La gare de Pickering est une gare de trains de banlieue à Pickering en Ontario, une banlieue à l'est de Toronto. La gare est située à l'angle de Liverpool Road et de Bayly Street au sud de l'autoroute 401 et du Pickering Town Centre. Une passerelle piétonne traversant les voies ferrées et l'autoroute relie la gare au terminus Pickering Parkway, desservi par les autobus de Durham Region Transit. La gare est desservie par la ligne ligne Lakeshore East de GO Transit.

## Situation ferroviaire
La gare est située au point milliaire 1 milles (1,6 km) de la subdivision GO de Metrolinx, à double voie, entre les gares de Rouge Hill et d'Ajax.
Depuis la gare de Whitby, les voies de la subdivision GO se séparent de la subdivision Kingston et suivent l'autoroute 401 en passant par la gare d'Ajax en direction de Pickering. Les voies ferrées ont été construites selon des normes élevées, avec des traverses en béton et des rails soudés en continu, ce qui rend le trajet très silencieux et doux. Les quais de la gare sont construits dans un style minimaliste de la fin des années 1980, avec des murs en verre et des toits bas en béton et en métal.
À Pickering, la plupart des trains embarquent et débarquent des passagers sur des quais situés le long des voies de la subdivision GO, officiellement (pas publiquement) connues sous le nom de gare de Pickering North. La gare originale de Pickering (officiellement mais pas publiquement appelée Pickering South), se trouve au nord des voies de la subdivision Kingston et on y accède par un long tunnel. La gare d'origine dispose toujours d'un quai sur lequel circule occasionnellement un train qui se termine à Pickering.
À l'ouest de Pickering, près de Liverpool Road, la subdivision de GO Transit se raccorde à la subdivision Kingston dans une jonction complexe qui oblige les trains à passer sous la subdivision York du Canadien National qui arrive de l'ouest. À partir de là, les trains GO empruntent la subdivision Kingston pour traverser le sud-ouest de Pickering et la rivière Rouge près de son embouchure dans le lac Ontario. Longeant la rive du lac le long d'un remblai, les trains GO s'arrêtent ensuite à Rouge Hill.

## Histoire
La région du canton de Pickering a été colonisée autour de l'intersection de Kingston Road et de Mill Street à la fin du XVIIIe siècle et au début du XIXe siècle, atteignant une population de 3 450 personnes en 1845. En 1856, alors que les travaux de construction du chemin de fer du Grand Tronc traversaient Pickering vers l'ouest, une gare a été construite près de ce qui est aujourd'hui Squires Beach Road et apparaissait sous le nom de « Dufferin's Creek » sur les horaires. Il n'existe aucune photographie de cette gare, mais la gare aurait suivi le même modèle que les autres gares construites entre Montréal et Toronto pendant la construction de la ligne. Il s'agirait d'une structure rectangulaire avec des murs extérieurs en calcaire gris et un toit en pente avec quatre cheminées, identique aux exemples qui subsistent à Port Hope, Napanee et Ernestown.

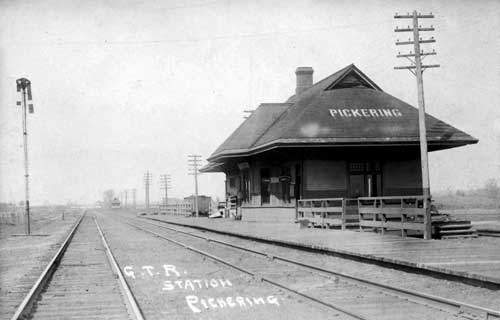
Ancienne gare de Pickering du Grand Tronc

La section de la ligne du Grand Tronc traversant Pickering était à double voie entre 1901 et 1903, ce qui correspond probablement à la période durant laquelle la gare de Dufferin's Creek a été remplacée. La nouvelle gare apparaît désormais sous le nom de « Pickering » sur l'horaire. Elle était à peine plus grande que la précédente, cette fois-ci construite principalement en bois, mais avec plus d'ornement architecturaux dans le toit et une fenêtre en saillie pour offrir une meilleure visibilité à l'agent de la gare. C'était l'une des nombreuses gares remplacées par le Grand Tronc vers le début du siècle, notamment Whitby à l'est et Port Union à l'ouest. Une maison était également située de l'autre côté des voies ferrées de la gare, probablement construite par le chemin de fer pour servir de logement à l'agent de la gare et à sa famille. Cependant, on ne sait pas si cette maison a été construite avec la nouvelle gare ou si elle existait avec la précédente. Pickering est restée un arrêt après que le Grand Tronc, en difficulté financière, a été nationalisé et fusionné avec le Canadien National en 1923. Un total de onze trains de passagers s'arrêtaient quotidiennement à Pickering en 1940.
La popularisation de l'automobile et l'achèvement de l'autoroute 401 à travers Pickering en 1947 ont entraîné une baisse importante de l'achalandage. Bien que cette situation ait incité le Canadien National à cesser complètement le service voyageurs au cours des décennies suivantes, ce n'est là qu'un des facteurs qui ont mené à la fermeture de la gare de Pickering. Le Canadien National a ouvert le triage MacMillan en 1965, situé à environ 35 kilomètres à l'ouest de Pickering, à Vaughan. Parallèlement à l'achèvement du triage, le CN a également construit une voie de contournement à travers l'extrémité nord de Toronto pour accéder au triage et éviter le centre-ville de Toronto. L'extrémité est de cette voie de contournement a été reliée à l'ancienne ligne du Grand Tronc à Pickering en 1965, ce qui a nécessité la construction d'une troisième voie principale le long de son côté nord sur une distance de 2,4 kilomètres, de Liverpool Road à l'ouest de la gare. En 1967, la gare et la maison de l'agent de gare adjacente ont été démolies pour prolonger cette troisième voie sur une distance d'environ 350 mètres. La zone où se trouvait la gare est maintenant appelée Pickering Junction par le CN.
Après la création de GO Transit pour prendre en charge le service de banlieue dans la région de Toronto, l'agence provinciale a construit sa propre gare à Pickering, à 1,4 km à l'ouest de la précédente. Pickering était initialement le terminus de la ligne Lakeshore lors de son ouverture. Bien que le service ait continué à bonifier entre Oakville et Pickering, la question du prolongement de la ligne plus à l'est était entravée par le Canadien National et le Canadien Pacifique, qui continuaient à exploiter un important service de transport de marchandises sur leurs lignes. Le coût de prolongement s'est avéré si exorbitant que le gouvernement provincial a envisagé de contourner les chemins de fer et de construire son propre service automatisé à grande vitesse.
Le projet est allé assez loin pour que la province acquière des propriétés pour une emprise entre Pickering et Oshawa, le long du côté sud de l'autoroute 401. À la fin des années 1980, cependant, la situation a changé lorsque le gouvernement fédéral a adopté une loi donnant aux trains de voyageurs la priorité sur les trains de marchandises, ce qui a permis à GO Transit de prolonger la ligne actuelle à partir de Pickering à un coût beaucoup plus faible.
La construction du prolongement à l'est de Pickering, le long de l'emprise déjà acquise, a commencé presque immédiatement et a été mise en service de Pickering à Whitby le 4 décembre 1988. En octobre 1990, un train a commencé à desservir Oshawa via la subdivision Kingston. Toutefois, des compressions budgétaires ont forcé le retour à Pickering de tous les trains, sauf ceux des heures creuses, en juillet 1993. En janvier 1995, le train à destination d'Oshawa a commencé à emprunter la subdivision GO, et en mai 2000, le service toute la journée et en semaine a été rétabli à Oshawa. Le service de fin de semaine et de jour férié a été prolongé jusqu'à Oshawa en décembre 2006.

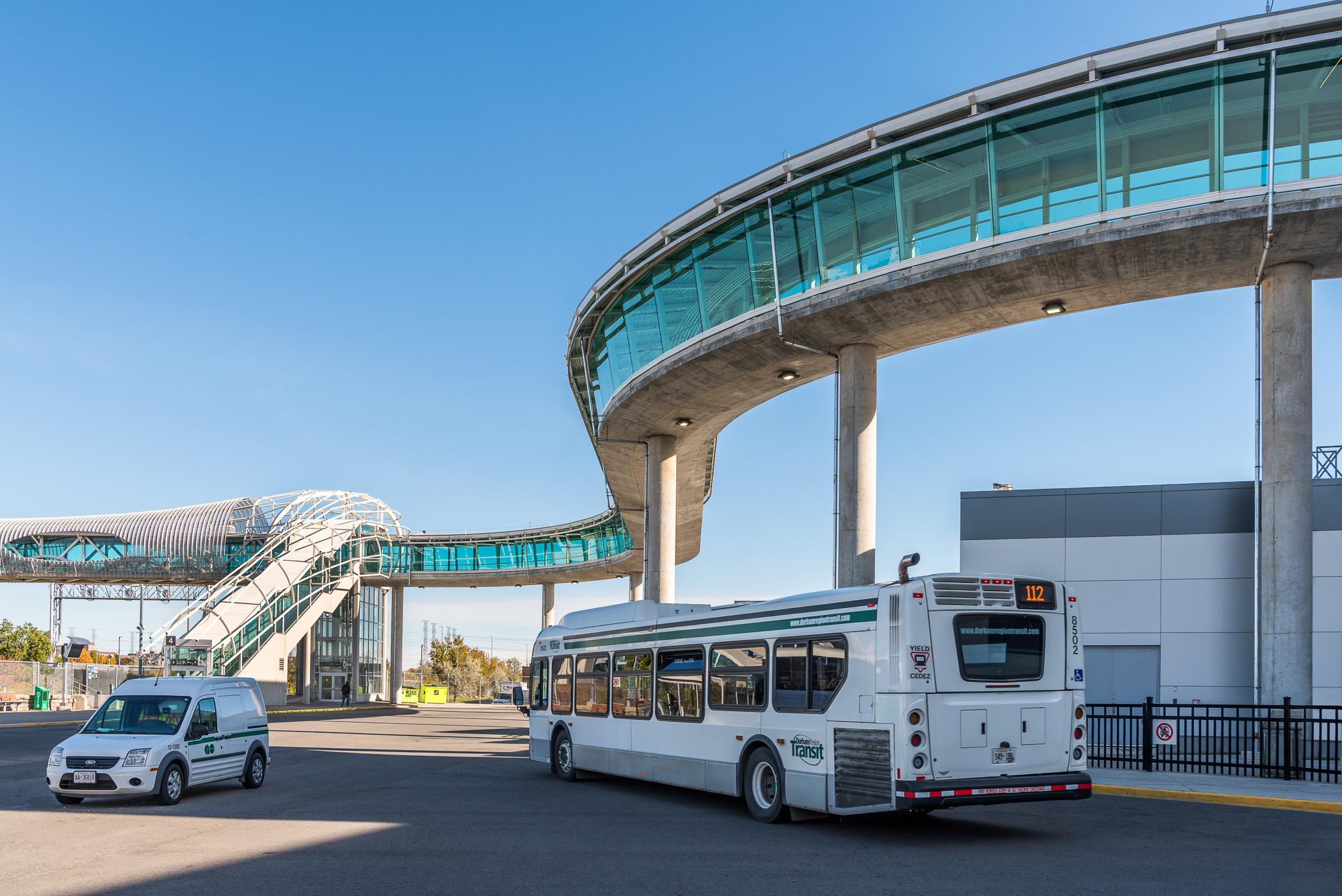
Passerelle de Pickering, la plus longue passerelle couverte dans le monde

En 2012, la passerelle piétonne de Pickering a été ouverte entre la gare, du côté sud des voies, et le Pickering Town Centre, un centre commercial avec accès à un service de bus régional, du côté nord de la passerelle. La passerelle couverte de 250 mètres enjambe 6 voies ferrées, 14 voies de l'autoroute 401 et la Pickering Parkway, une route municipale à deux voies. La nuit, la passerelle est éclairée par 300 lumières LED dans des tons tournants de lilas, violet, bleu et sarcelle, ce qui la rend visible depuis les avions qui la survolent. La passerelle a reçu le prix du design urbain 2019 de la ville de Pickering et le prix des meilleurs projets mondiaux 2019 d'Engineering News Record. En 2021, la passerelle est devenue détentrice du record mondial Guinness de la plus longue passerelle piétonne couverte du monde. Le revêtement extérieur du pont en treillis métallique s'est avéré problématique pendant la construction et, avec le mauvais temps, a retardé son achèvement.

## Service aux voyageurs

### Accueil

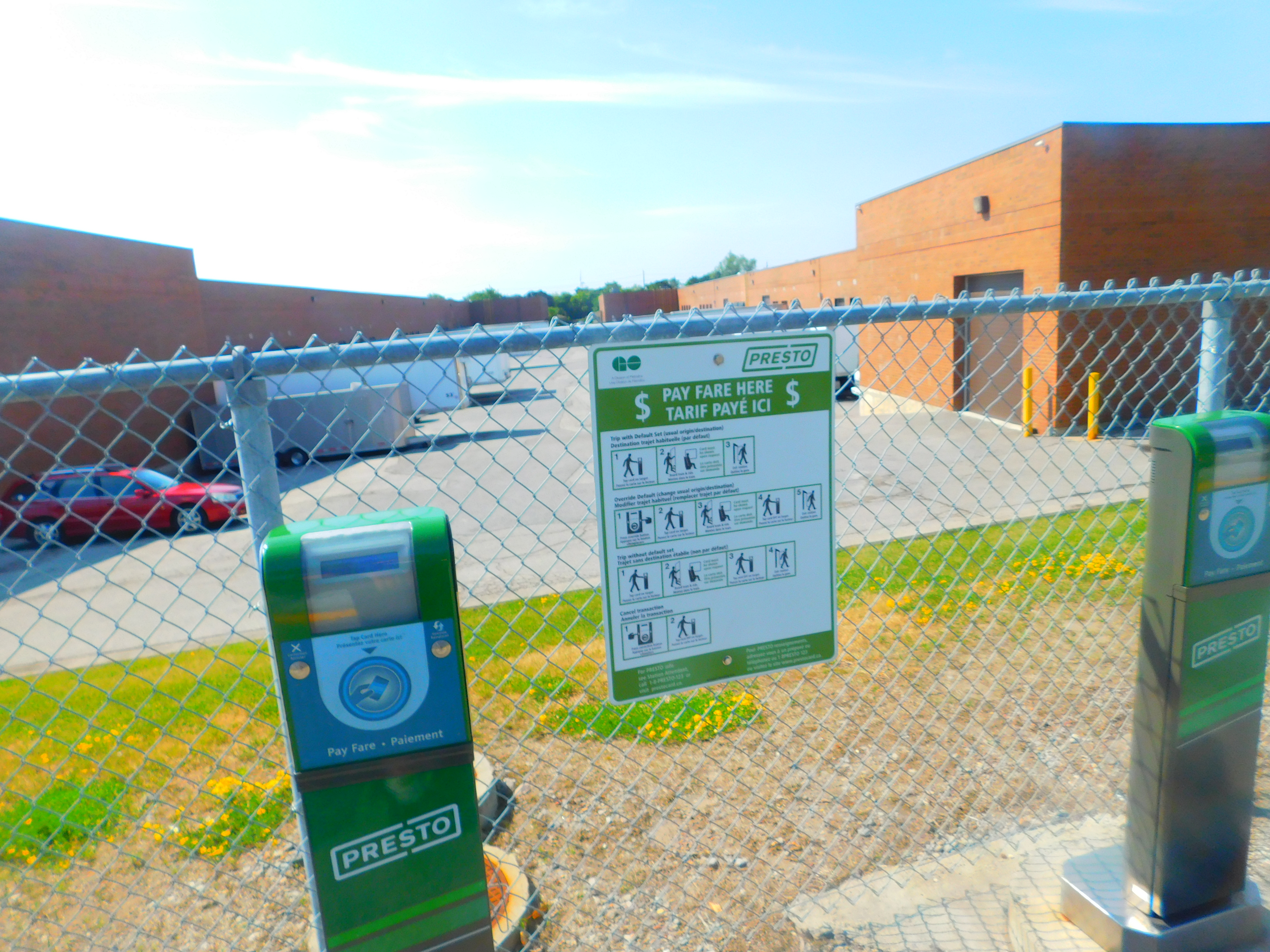
Valideurs de la carte Presto au quai de la gare

La billetterie de GO Transit est ouverte en semaine de 6 h à 20 h 45, les fins de semaine et jours fériés de 6 h 30 à 20 h 45. L'ambassadeur de la gare GO peut aider les clients à configurer un type de tarif ou à définir un trajet par défaut sur la carte Presto. Les clients disposent également d'options en libre-service, notamment l'achat d'un billet papier dans un distributeur automatique de billets, le chargement d'une carte Presto dans un distributeur automatique de billets compatible avec Presto, l'achat d'un billet électronique avec leur smartphone et le paiement au valideur avec une carte de crédit sans contact ou une carte Presto.
La gare est équipée d'une salle d'attente, des toilettes, d'un téléphone payant, d'un guichet automatique bancaire, des abris de quai, de Wi-Fi, d'un débarcadère, et d'un stationnement incitatif. Le stationnement incitatif comprend des places réservées. La gare est accessible aux fauteuils roulants.

### Dessert
À compter du 24 septembre 2022, les trains de Lakeshore East s'arrêtent à la gare toutes les 15 minutes en pointe et toutes les 30 minutes hors pointe. Les trains en direction ouest continuent au-delà de la gare Union vers Aldershot, Hamilton, West Harbour et Niagara Falls.

### Intermodalité

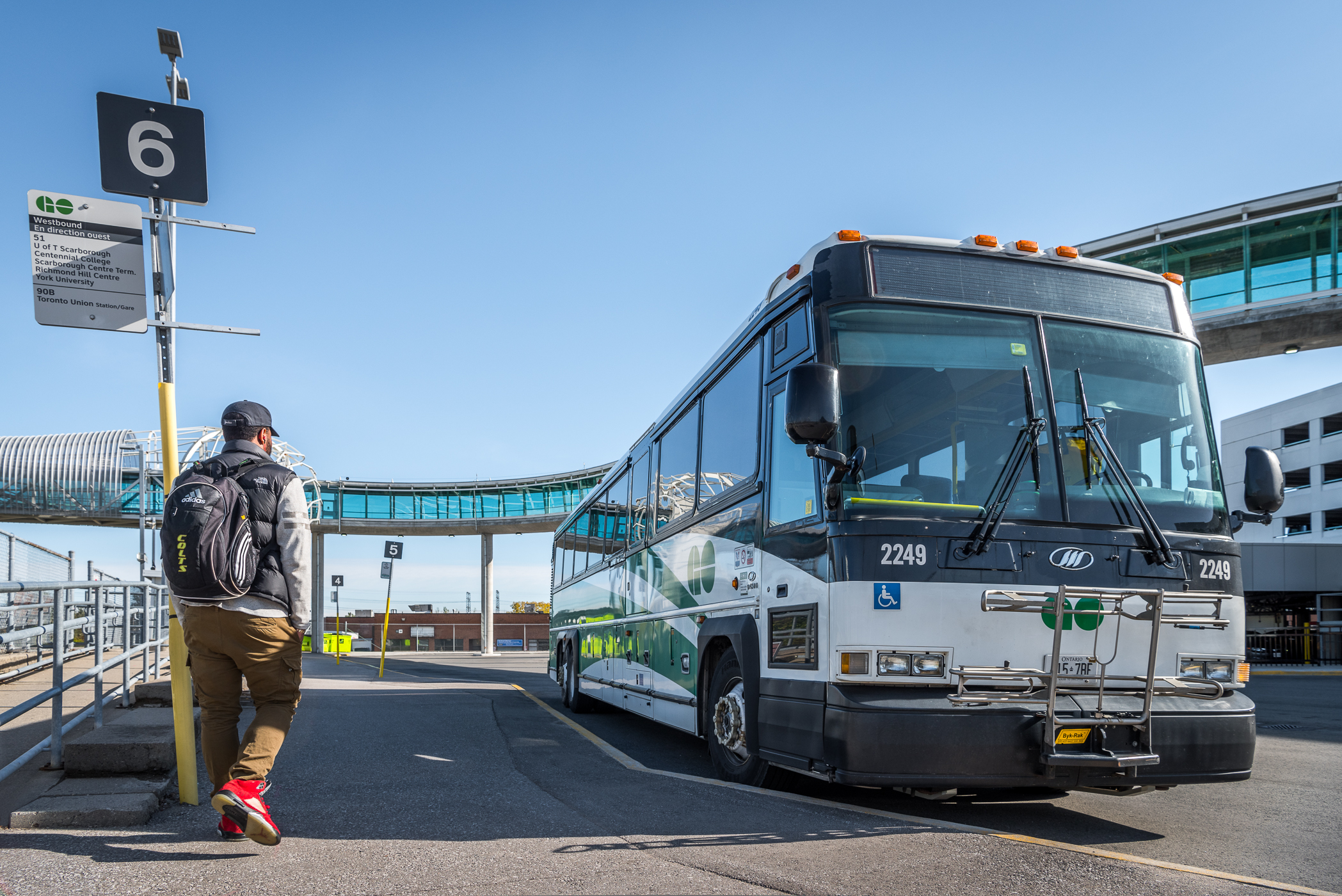
Quais d'autobus devant la gare

Cette gare est le pôle de transport principal de Pickering, et dessert tous les autobus locaux de Pickering. La ligne 41 de GO Transit relie la gare de Pickering, l'Université de Toronto à Scarborough, le Collège Centennial, la station Scarborough Centre, le terminus Richmond Hill Centre, le terminus d'autobus de l'autoroute 407, la gare de Bramalea, le centre commercial Square One, l'Université McMaster et la gare d'Hamilton en semaine. La 94 relie la gare de Pickering, les stations Scarborough Centre et Yorkdale et Square One en semaine via l'autoroute 401. La 90B est un train-bus qui remplace le service ferroviaire de Lakeshore East tôt le matin ou tard le soir, desservant la gare Union, les gares de Pickering, d'Ajax, de Whitby et d'Oshawa.
La gare est également desservie par les lignes 101 Bay Ridges, 103 Glenanna, 110 Finch, 112 Valley Farm, 120 Whites qui relient les quartiers de Pickering à la gare et la 291 Harwood / Kingston entre Ajax et la gare. La ligne 900 PULSE Highway 2 est une ligne express qui relie le terminus Pickering Parkway et le centre-ville d'Oshawa via la route 2, et dessert le Collège Centennial et l'Université de Toronto à Scarborough aux heures de pointe. La ligne 916 PULSE Rossland relie le terminus Pickering Parkway et le terminus Harmony à Oshawa via Rossland Road. La 917 PULSE Bayly-Consumers relie le terminus et la gare de Pickering, les gares d'Ajax et de Whitby, et le terminus Oshawa Centre. La correspondance est gratuite entre les trains de GO Transit et les autobus de DRT.